# Landtagswahl im Trentino 1964
Die Landtagswahl im Trentino 1964 fand am 15. November als Wahl zum Regionalrat Trentino-Südtirol statt. Gewählt wurden die 27 Mitglieder des Trentiner Landtags.
Am selben Tag fand auch die Wahl zum Südtiroler Landtag statt.

## Ergebnis
| Listen                                    | Listen                                          | Stimmen | %    | Mandate |
| ----------------------------------------- | ----------------------------------------------- | ------- | ---- | ------- |
|                                           | Democrazia Cristiana                            | 138.492 | 57,8 | 16      |
|                                           | Partito Socialista Italiano                     | 25.716  | 10,7 | 3       |
|                                           | Partito Socialista Democratico Italiano         | 19.165  | 8,0  | 2       |
|                                           | Partito Popolare Trentino Tirolese              | 13.756  | 5,7  | 2       |
|                                           | Partito Comunista Italiano                      | 12.696  | 5,3  | 1       |
|                                           | Partito Liberale Italiano                       | 12.362  | 5,2  | 1       |
|                                           | Alleanza Contadina Artigiana                    | 6.307   | 2,6  | 1       |
|                                           | Movimento Sociale Italiano                      | 4.625   | 1,9  | 1       |
|                                           | Partito Socialista Italiano di Unità Proletaria | 4.124   | 1,7  | –       |
|                                           | Movimento Democratico Lavoratori Italiani       | 1.836   | 0,8  | –       |
|                                           | Partito Repubblicano Italiano                   | 636     | 0,3  | –       |
| Gesamt                                    | Gesamt                                          | 239.715 | 100  | 27      |
|                                           |                                                 |         |      |         |
| Quelle: Autonome Region Trentino-Südtirol |                                                 |         |      |         |